# Liinakhamari
69°38′29″N 31°21′24″Ø / 69.64139°N 31.35667°Ø
Liinakhamari (russisk: Лиинахамари, tr. Liinakhamari; finsk: Liinahamari) er et samfund på den vestlige side af Petjengskajafjorden på Kolahalvøen i det nordlige Rusland. Fra 1920 til 1944 tilhørte området Finland, og Liinahamari i det daværende Petsamo län var Finlands eneste isfrie havn.
Indbyggertallet var ved den nationale folketælling i 2010 475 personer hvoraf 230 mænd og 245 kvinder. Dette var næsten en halvering sammenlignet med foregående folketælling, som gennemførtes i 2002, da indbyggertallet var 922 personer.
Under 2. verdenskrig var Liinahamari base for Petsamotrafikken i perioden april 1940 - juni 1941. Handelen var, efter det tyske angreb på Norge den 9. april 1940, Finlands og Sveriges eneste eksportvej vest på, for Sveriges vedkommende indtil lejdtrafiken via Göteborg indledtes. 